# فرانكونيا السفلى

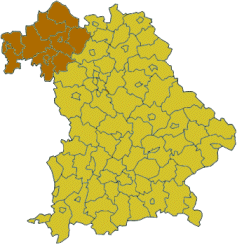
موقع فرنكونيا السفلى ضمن ولاية بافاريا

 فرنكونيا السفلى (بالألمانية: Unterfranken أونترفرنكن)، منطقة إدارية ألمانية (Regierungsbezirk) إحدى المناطق الإدارية السبعة بولاية بافاريا (خمسة ولايات إتحادية مقسمة إلى 22 منطقة إدارية، والأحد عشر ولاية إتحادية الباقية ليست مقسمة إلى مناطق كهذه).
تشكل مع كل من فرانكونيا العليا وفرانكونيا الوسطى مناطق الثلاث المشكلة لمنطقة فرنكونيا التاريخية في شمال بافاريا الحالية.
عاصمتها مدينة فورتسبورغ وتبلغ مساحتها 8531 كم² ويبلغ عدد سكانها 1,340,000 نسمة بكثافة سكانية تبلغ 157 نسمة\ كم².
تكونت مقاطعة في عام 1817 باسم untermainkreis (مقاطعة ماين السفلى)، وأعيد تسميتها في عام 1837 إلى unterfranken und aschaffenburg (فرنكونيا السفلى وأشافنبورغ). عام 1933 أصر القائد النازي الإقليمي أوتو هيلموت على إعادة تسمية المنطقة إلى mainfranken، ولكنها استردت اسمها الحالي بعد عام 1945.
تقع فرنكونيا السفلى في الجزء الشمالي الغربي من فرنكونيا وتتألف من ثلاث مقاطعات مدنية (kreisfreie städte) وتسع مقاطعات ريفية (landkreise).